# Niyaməddin Paşayev
Niyaməddin Paşayev (1 de mayo de 1980) es un deportista azerbaiyano que compitió en taekwondo. Ganó dos medallas en el Campeonato Mundial de Taekwondo, en los años 2001 y 2003, y tres medallas en el Campeonato Europeo de Taekwondo entre los años 2000 y 2005.

## Palmarés internacional
| Campeonato Mundial | Campeonato Mundial                | Campeonato Mundial | Campeonato Mundial |
| Año                | Lugar                             | Medalla            | Categoría          |
| ------------------ | --------------------------------- | ------------------ | ------------------ |
| 2001               | Jeju (Corea del Sur)              | Medalla de oro     | –67 kg             |
| 2003               | Garmisch-Partenkirchen (Alemania) | Medalla de bronce  | –67 kg             |
| Campeonato Europeo |                                   |                    |                    |
| Año                | Lugar                             | Medalla            | Categoría          |
| 2000               | Patras (Grecia)                   | Medalla de bronce  | –62 kg             |
| 2004               | Lillehammer (Noruega)             | Medalla de oro     | –67 kg             |
| 2005               | Riga (Letonia)                    | Medalla de oro     | –67 kg             |